# 鱷粗齒鯷
鱷粗齒鯷（學名：Lycothrissa crocodilus）為輻鰭魚綱鲱形目鳀科的一種，分布於亞洲泰國、寮國、越南、柬埔寨、馬來西亞、印尼的淡水流域，本魚體延長，腹部圓潤，上頷短鈍，下鰓耙短，胸鰭黑色，尾鰭黃色具黑色邊緣，臀鰭軟條44-48枚，體長可達30公分，棲息河流、湖泊，會進行洄游，屬肉食性，以小魚、昆蟲及甲殼類為食。

## 擴展閱讀
維基物種上的相關：鱷粗齒鯷